# Nekogami Yaoyorozu
Nekogami Yaoyorozu (猫神やおよろず?) es una serie de manga japonesa escrita e ilustrada por FLIPFLOPs sobre una diosa gata que vive en una tienda de antigüedades. Una adaptación televisiva al anime de AIC PLUS+ se emitió en Japón entre julio y septiembre de 2011 y ha sido licenciada en Norteamérica por NIS America.

## Sinopsis
Nekogami Yaoyorozu es una historia sobre una Diosa Gato llamada Mayu, a quien le han quitado su rango y sus poderes y la han desterrado de Takama-ga-hara para vivir en la Tierra por apostar ilegalmente. Ella termina viviendo en una tienda de antigüedades llamada Yaoyorozudou con una chica llamada Yuzu. La historia gira en torno a las diversas travesuras que ambos hacen cuando se encuentran con otros dioses y criaturas de la mitología japonesa.

## Personajes
Mayu (繭 Mayu?)
 Seiyū: Haruka Tomatsu, Pamela Mendoza (español latino)
Mayu es una diminuta Diosa Gato (Nekogami) que tiene el poder de encontrar objetos perdidos usando un pergamino mágico. Mayu es una Diosa Gato muy perezosa, a la que le gusta relajarse en casa, jugar videojuegos y, por supuesto, dormir y comer (principalmente mariscos) como un gato real. También le gusta burlarse de todos y hace cualquier cosa por sus juegos. También tiene una adicción al juego que hizo que su madre la echara de Takamagahara y la despojara de sus poderes divinos.
Yuzu Komiya (古宮柚子 Komiya Yuzu?)
 Seiyū: Yui Horie, María José Guerrero (español latino)
Yuzu es la propietaria de Yaoyorozudou, una tienda de antigüedades japonesa que heredó de su padre, y vive con Mayu.
Sasana Shōsōin (正倉院笹鳴 Shousouin Sasana?)
 Seiyū: Ai Kayano, María García (español latino)
Un dios gato de pelo negro y ojos grises. Sasana es el prometido de Mayu, y la razón es que sus padres decidieron que Sasana y Mayu serían una buena "pareja" sin tener en cuenta el género del otro niño.
Meiko (メイ子 Meiko?)
 Seiyū: Ayana Taketatsu, Banny Vilchis (español latino)
Meiko es una "princesa" rubia de ojos azul grisáceo. Es la nieta del dios Daikokuten y maneja su mágico martillo dorado que no solo es extremadamente poderoso sino que también puede crear monedas de oro como en la leyenda.
Yoshino (芳乃 Yoshino?)
 Seiyū: MAKO, Vanessa Olea (español latino)
Una diosa menor de los cerezos en flor. Tiene coletas rosas y es fácilmente la más torpe de todos los personajes principales. Su habilidad solo le permite controlar la floración de los cerezos y, por lo general, es inútil en combate sin necesidad de esforzarse.
Gonta (ゴン太 Gonta?)
 Seiyū: Yuuko Sanpei, Isabel Martiñon (español latino)
Un joven dios zorro encargado de cuidar la riqueza y la prosperidad de la ciudad. Está muy enamorado de Yuzu y es algo pervertido, ya que pasa gran parte de su tiempo fantaseando con ella.
Shamo (しゃも Shamo?)
 Seiyū: Aki Toyosaki, Amanda Hinojosa (español latino)
Es una diosa de la pobreza y auditora itinerante de los dioses. Se hizo amiga de Yuzu (esta última no sabía que Shamo era un dios de la pobreza), a través de quien llegó a la conclusión de que, si bien era caótica y desorganizada, los dioses de la ciudad eran suficientemente competentes.

## Media

### Manga
Nekogami Yaoyorozu comenzó su publicación en serie en la edición de julio de 2007 de 'Champion Red Ichigo y finalizó en octubre de 2012. La serie se publicó en seis volúmenes recopilatorios.

### Anime
En diciembre de 2010, se anunció una serie de televisión de anime basada en el manga Champion Red Ichigo. Fue producida por AIC PLUS+ bajo la dirección de Hiroaki Sakurai, la serie de anime se emitió en AT-X entre el 9 de julio de 2011 y el 24 de septiembre de 2011, y fue transmitida simultáneamente por Crunchyroll. NIS America ha licenciado la serie y la lanzó en América del Norte en DVD y Blu-ray Disc subtitulados el 4 de junio de 2013. En septiembre de 2024, Anime Onegai adquirió los derechos de transmisión de la serie en América Latina confirmando su doblaje en español latino.